# Crewe and Nantwich (circonscription britannique)
Circonscription parlementaire de la Chambre des communes
La circonscription de Crewe et Nantwich est une circonscription électorale anglaise située dans le Cheshire et représentée à la Chambre des communes du Parlement britannique.

## Géographie
La circonscription s'étend sur 136,19 km2 au sud du Cheshire et comprend les villes de Crewe et Nantwich, ainsi que les villages de Barthomley, Basford, Crewe Green, Haslington, Shavington, Stapeley, Weston, Willaston et Wistaston.

## Histoire
La circonscription est créée pour les élections législatives de 1983 puis est modifiée en 1997, 2010 et 2024.